# Museo Histórico Regional de Melo
El Museo Histórico Regional de Melo  está ubicado en la calle 18 de Julio y Artigas, Melo, capital de Cerro Largo, Uruguay. Es un museo municipal, fundado el 27 de junio de 1976 que muestra piezas arqueológicas del territorio regional  y  de cada una de las etapas por las que ha pasado hasta principios del siglo XXI.
Además de acervo histórico y prehistórico funciona como centro de exposiciones temporales y permanentes, de charlas, audiovisuales y otras tareas de extensión cultural.  Cuenta con biblioteca, sala de lectura y archivo de importante documentación  sobre gran parte de la historia del departamento.

## Estructura y acervo del museo
Se accede a cuatro salas de exposiciones permanentes:
Sala A: destinada principalmente a elementos de la  Guerra Civil,donde se encuentran  lanzas, sables, armas largas y cortas y efectos personales del Gral. Aparicio Saravia, de Justino Muníz, de Isidoro Noblía, óleos, cuadros, espuelas y documentos diversos. 
Se destacan dos carruajes,  uno de ellos perteneciente al Gral. Aparicio Saravia, un óleo del General, la  banda Presidencial perteneciente al Presidente Juan Idiarte Borda y una bandera nacional encontrada en un campo de batalla en 1904. Además armas blancas y de fuego de fines de siglo XIX y principios del XX, utilizadas en la guerra.
Sala B: se exhiben efectos personales y documentos de la poetisa Juana de Ibarbourou: vestidos, el collar de perlas usado en el acto de su proclamación como Juana de América,  distinciones otorgadas por el gobierno de Ecuador.
También se aprecian elementos familiares representativos de la época de inicio del proceso de población  de la localidad  y fotografías del puente ferroviario, de 1909, la estación de AFE  inaugurada en ese mismo año, la Balsa de Guerrero sobre el arroyo  Conventos en el siglo XIX.
Sala C: Es una sala dedicada casi exclusivamente a una importante colección de armas típicas pertenecientes a distintos períodos. 
Sala D: Con piezas arqueológicas  del hombre primitivo de Cerro Largo (raspadores, sobadores, percutores, afiladores,  rompecocos, piedras grabadas, hachas pulidas, morteros, boleadoras). Las cuentas de los  collares  provienen del Cerro de las Cuentas (ubicado a unos 60 kilómetros de la ciudad).
En el ámbito de la paleontología se exhibe un esqueleto indígena de sexo femenino  encontrado en el departamento de Cerro Largo.

## Imágenes de historia nacional

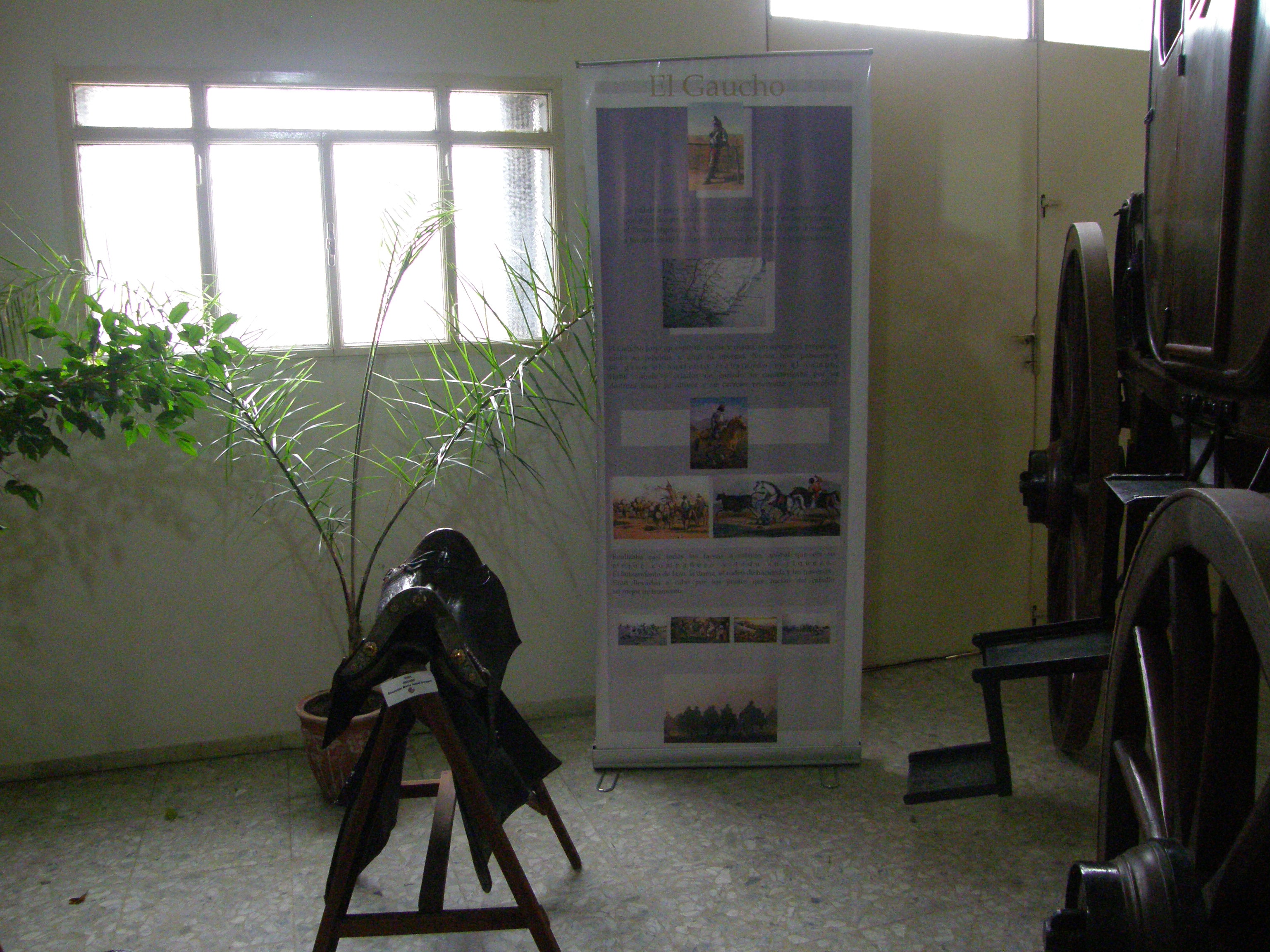
imágenes del gaucho oriental, montura y carruaje
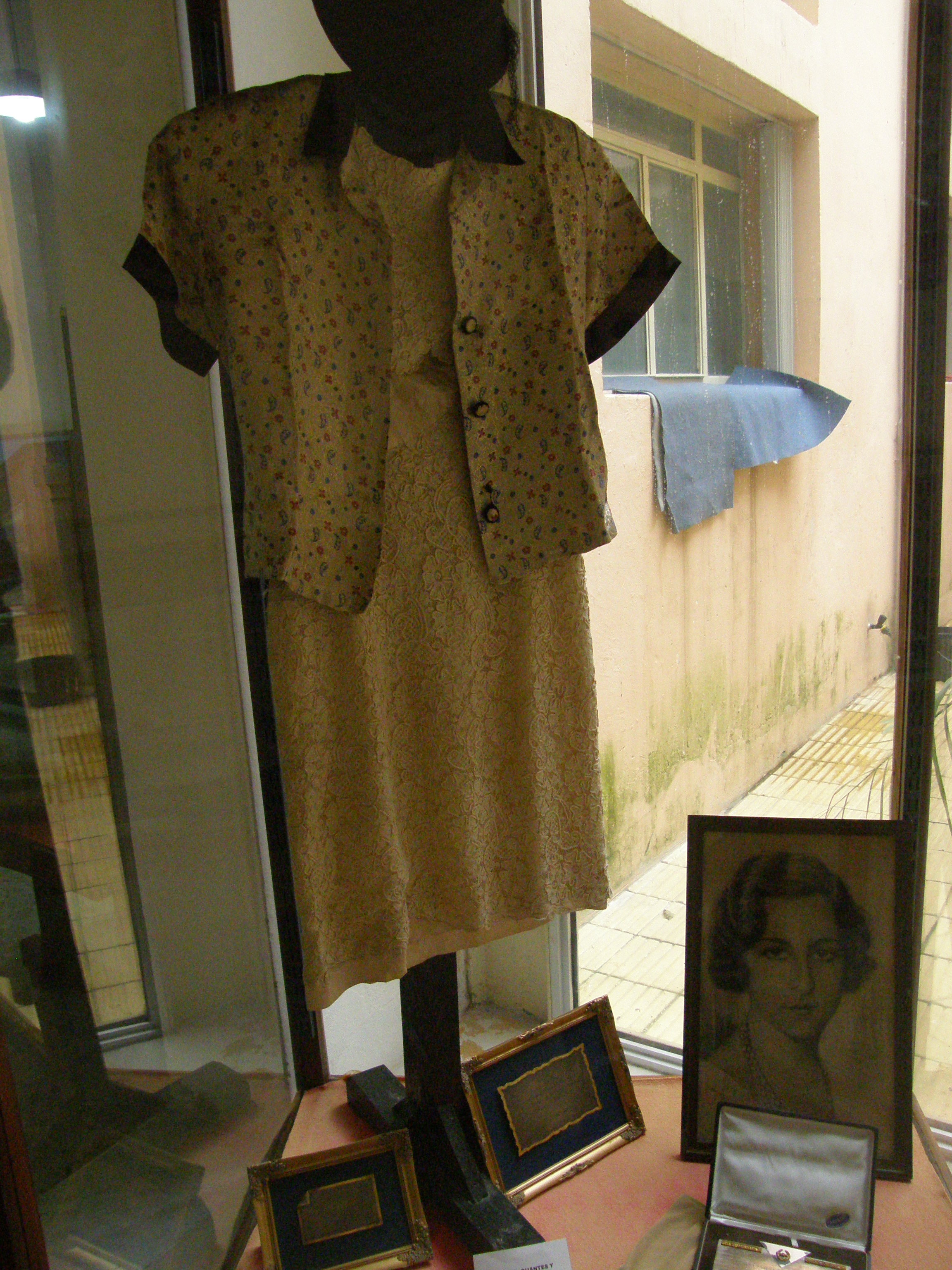
vestimenta femeninade principio siglo XX
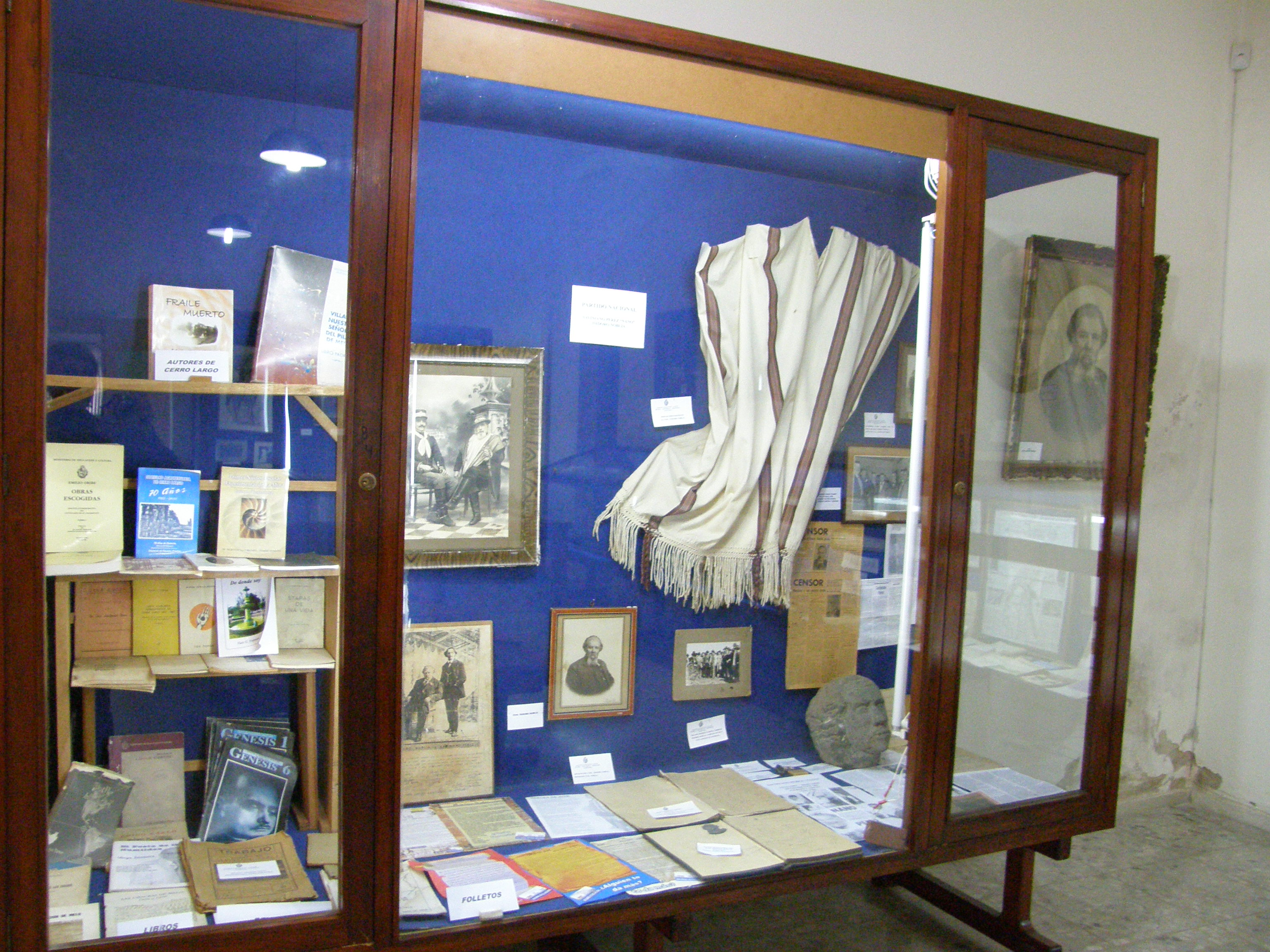
personalidades y documentos de Cerro Largo
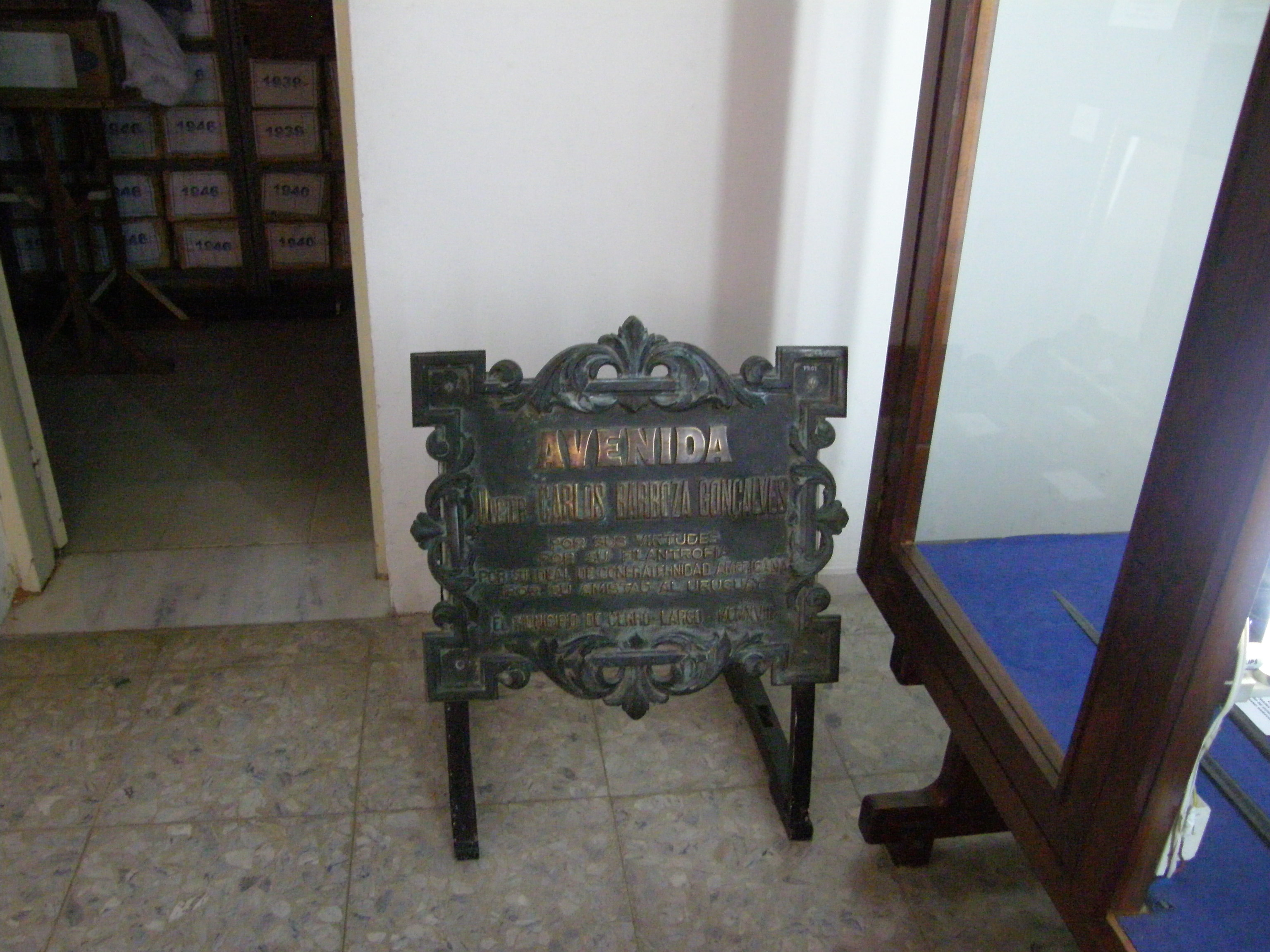
placa recordatoria del doctor Barboza
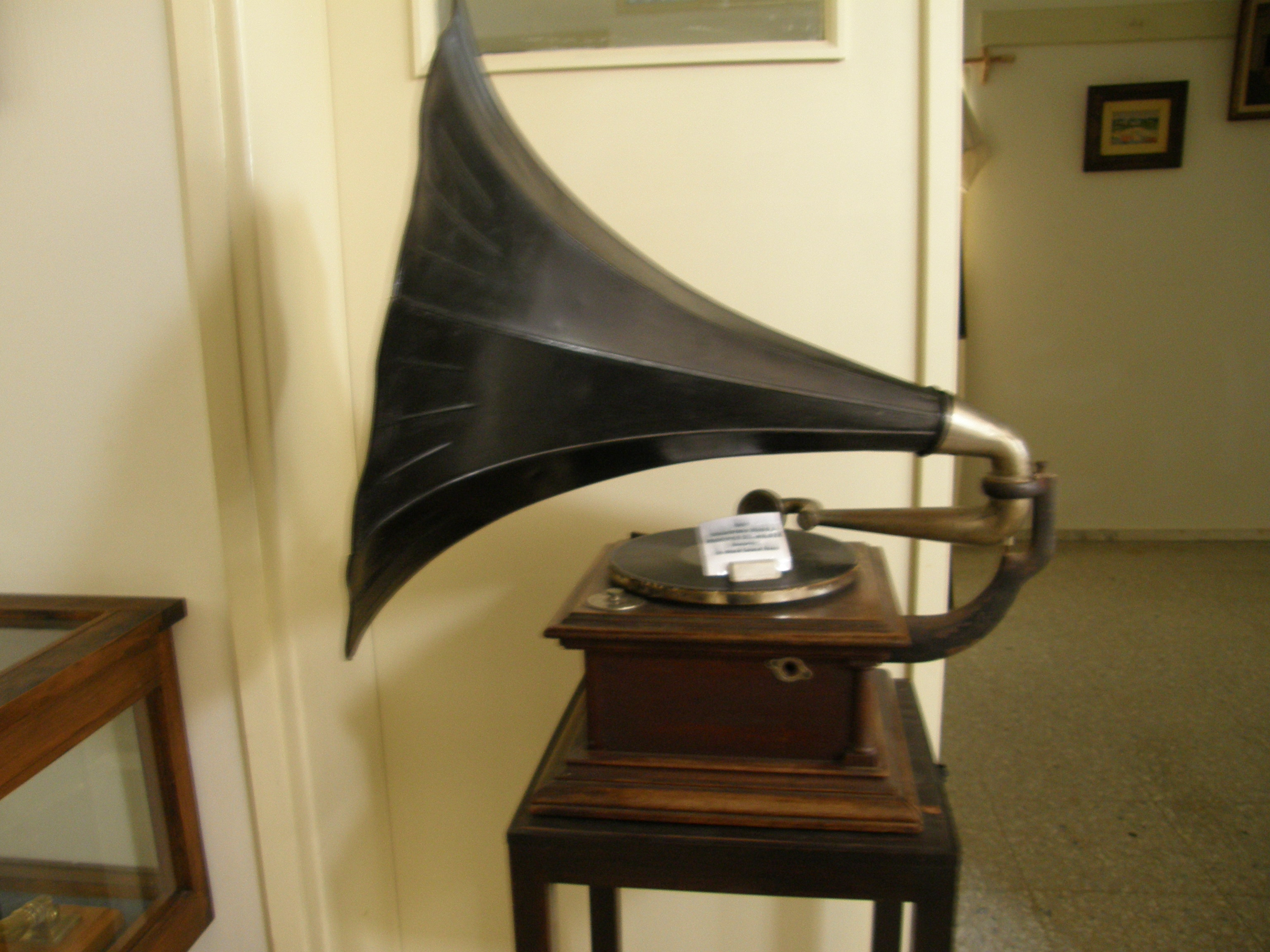
fonógrafo
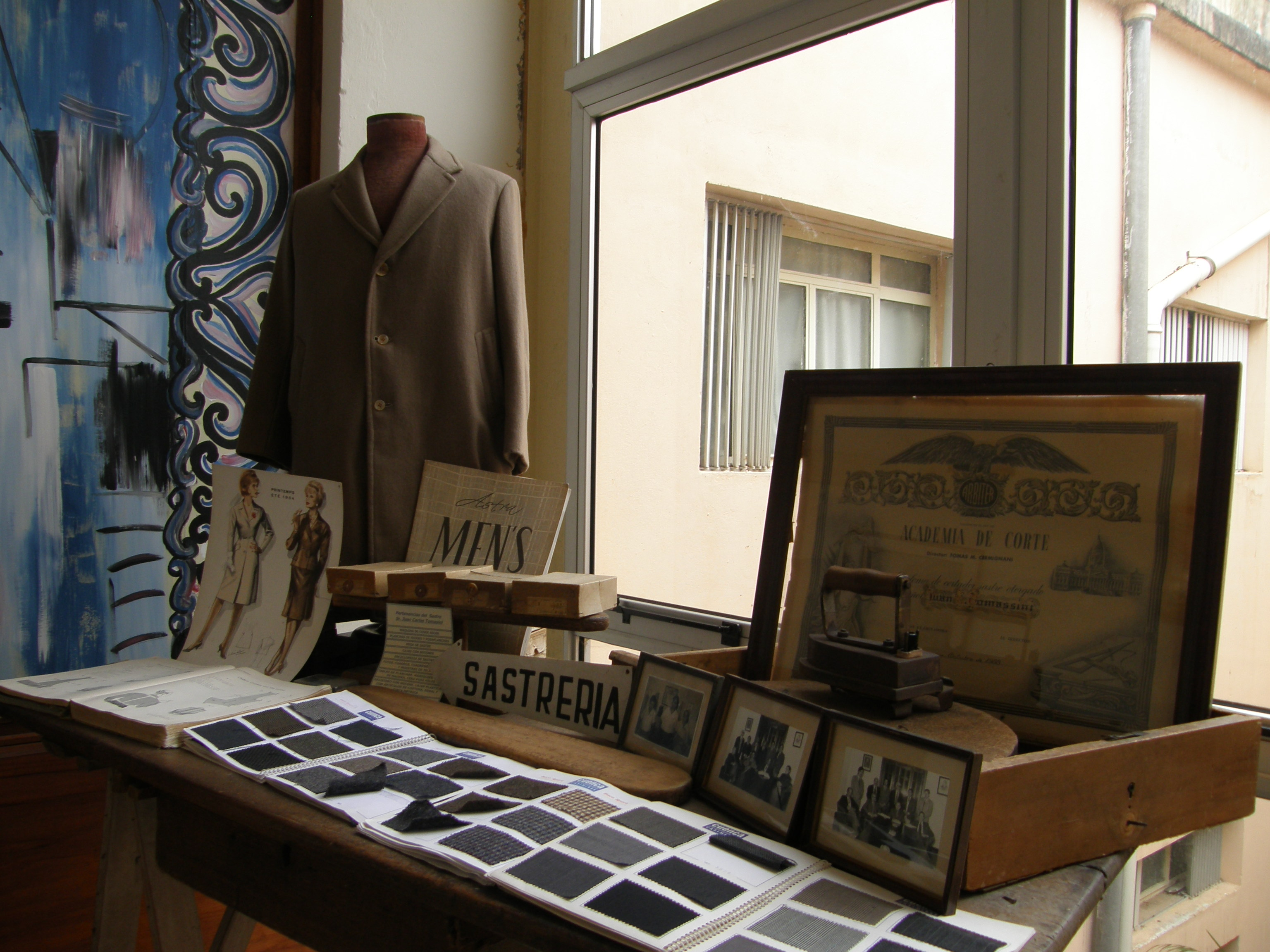
moda
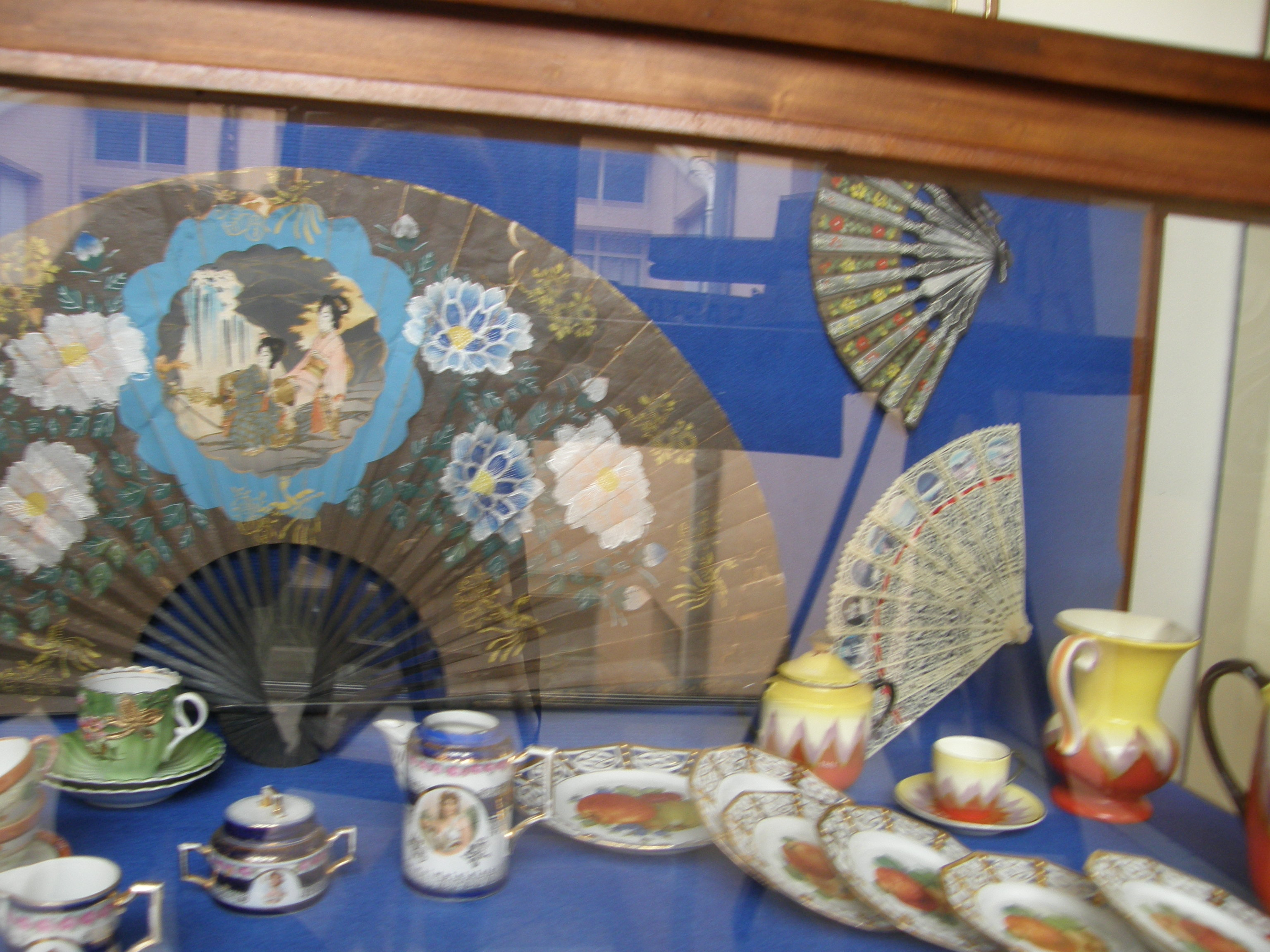
porcelana y abanicos
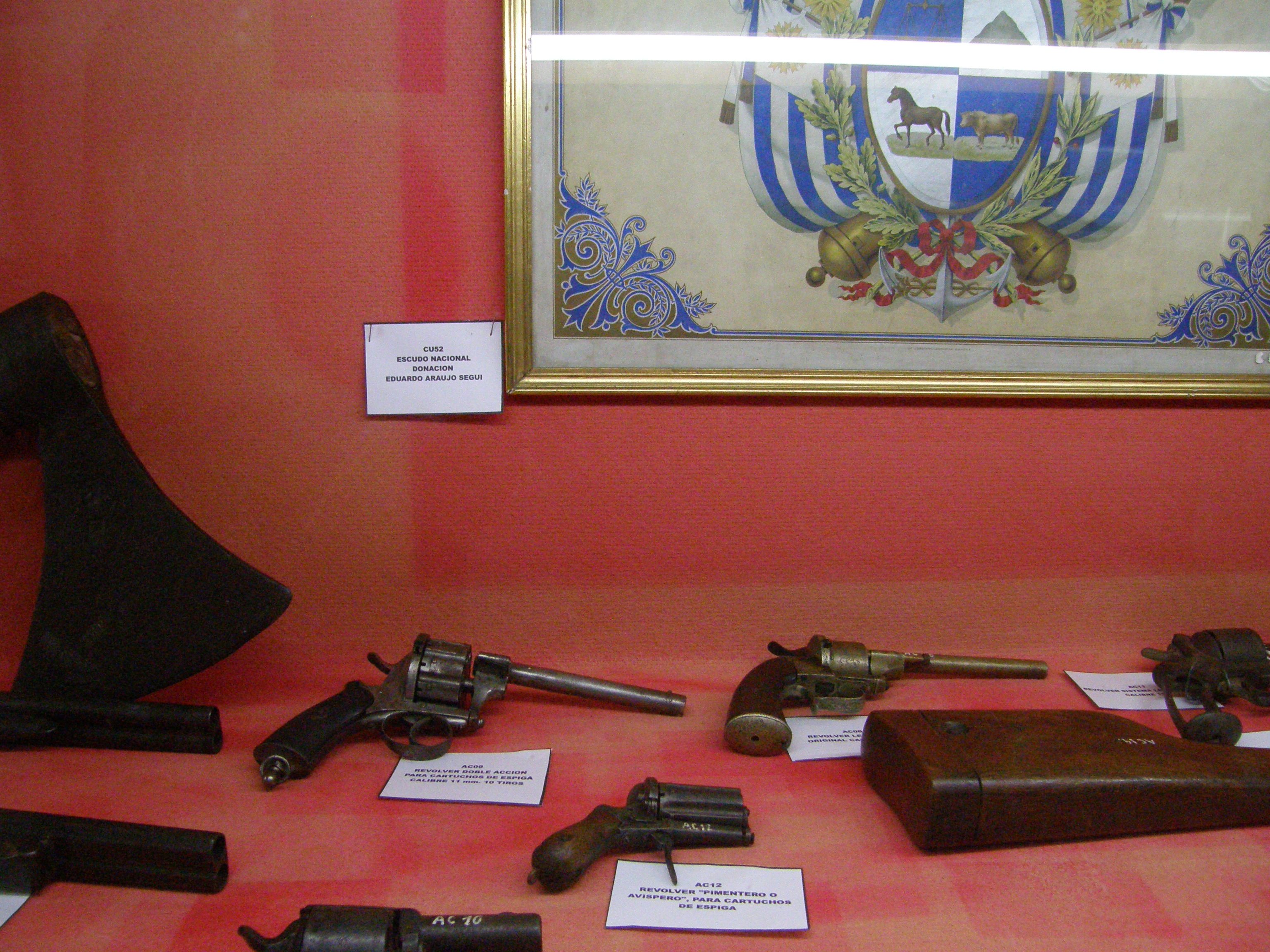
armas de fuego
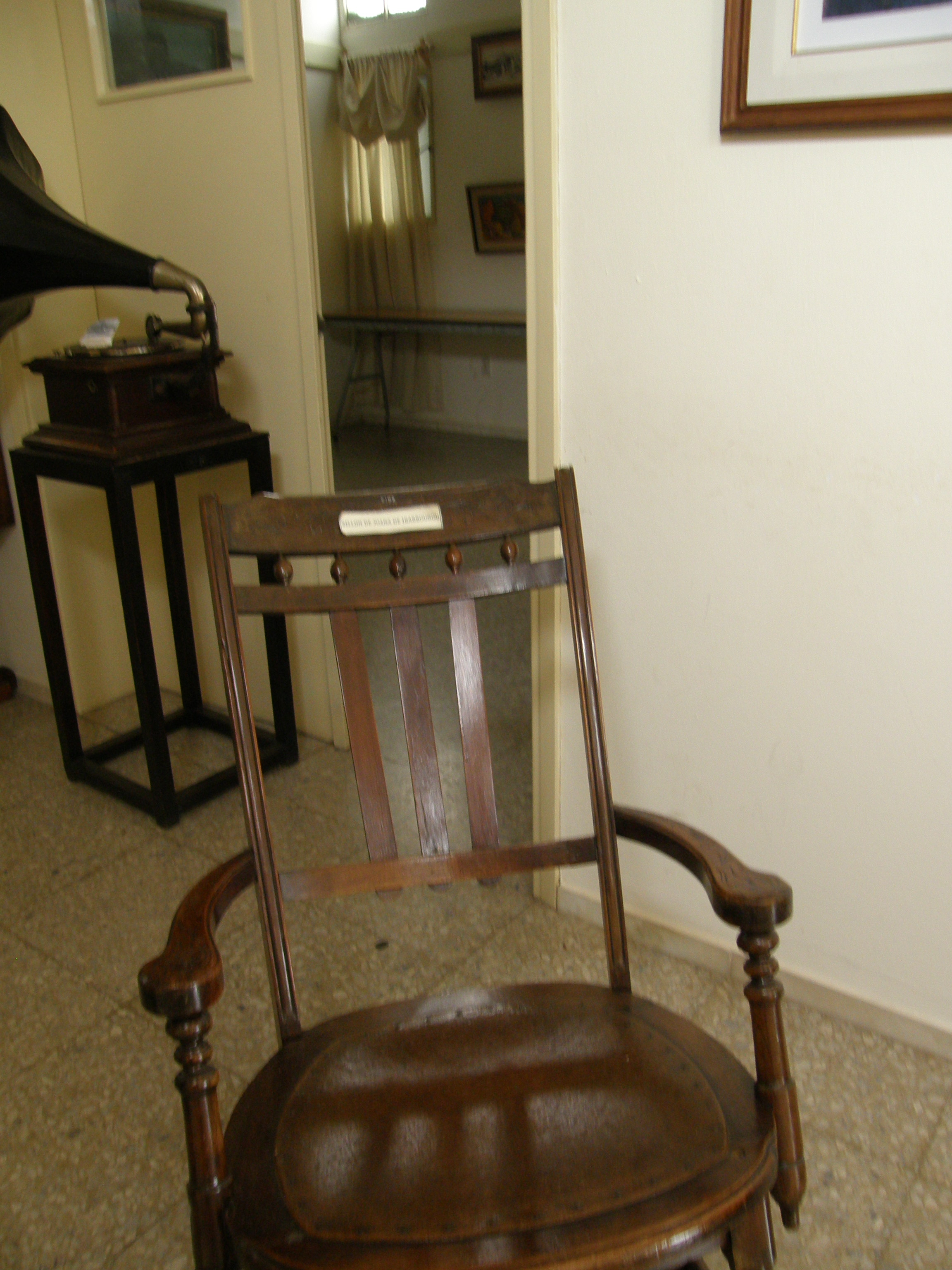
Silla de Juana de ibarbourou
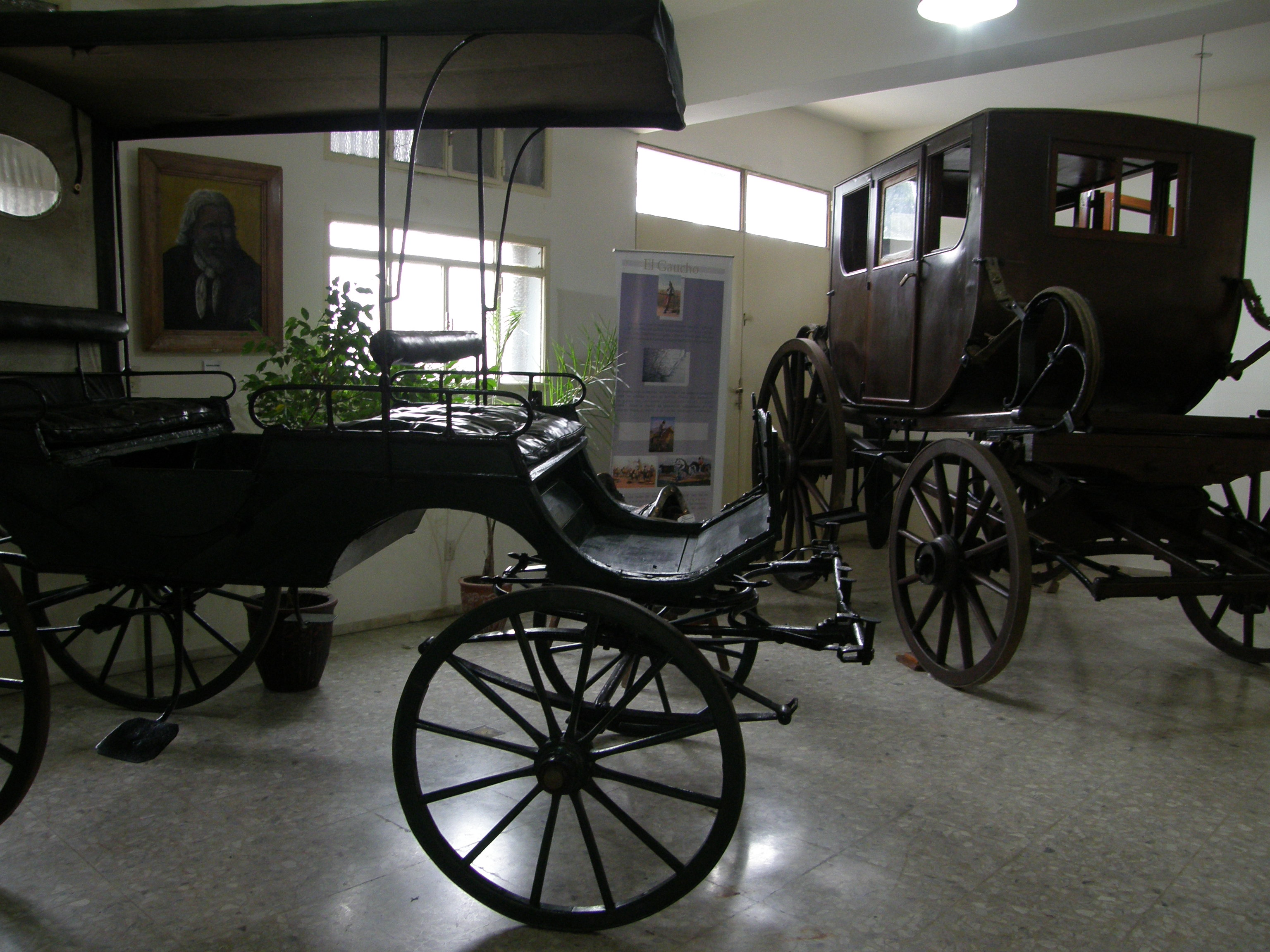
Carruajes